# МКБ «Факел» имени академика П. Д. Грушина
Акционерное общество «Машиностроительное конструкторское бюро «Факел» имени академика П. Д. Грушина (официальное сокращённое наименование АО «МКБ «Факел») — первое в СССР специализированное предприятие по разработке зенитных управляемых ракет, образованное 20 ноября 1953 года Постановлением Совета Министров СССР от № 2838-1201 как ОКБ-2. 
Входит в состав АО «Концерн ВКО «Алмаз-Антей».
С 2022 года МКБ находится под международными санкциями стран Евросоюза, США и других стран.

## История
Первые годы предприятие занималось созданием зенитных управляемых ракет (ЗУР) для войск ПВО страны и авиационных управляемых ракет класса «воздух-воздух». В дальнейшем работы развернулись по ЗУР для систем и комплексов войск ПВО, войск ПВО сухопутных войск, корабельных средств ПВО, а также для систем ПРО.
В 1970–1980 гг. «Факел» создал серию унифицированных зенитных ракет для использования в составе системы ПВО С-300П, корабельного ЗРК «Форт» и их последующих модификаций. В 1979 году первая ракета нового поколения была принята на вооружение, что дало начало перевооружению войск ПВО на образцы нового поколения.
С конца 1980-х годов и до начала 2000-х годов были разработаны изделие 48Н6 и его модификации, имеющие более высокие относительно изделий типа 5В55К боевые характеристики по типажу уничтожаемых средств воздушного противника, дальности действия и боевой эффективности стрельбы. Это серьезно усилило противовоздушную безопасность России.
Ракеты, созданные в МКБ «Факел» находились и находятся на вооружении 60-и государств мира. Этим ракетам принадлежит мировой приоритет в уничтожении первых реальных воздушных противников: ими стали высотный самолет-разведчик, сбитый 7 октября 1959 года в небе над Китаем, и первая боеголовка баллистической ракеты дальнего действия, уничтоженная 4 марта 1961 г. Громкую известность получило и уничтожение ракетой «Факела» 1 мая 1960 года в районе Свердловска американского самолета-разведчика Lockheed U-2 с пилотом Ф. Пауэрсом. С 1960-х годов в войнах и локальных конфликтах в Юго-Восточной Азии и на Ближнем Востоке, в Африке и Европе этими ракетами было сбито несколько тысяч самолетов.

## Современное состояние
МКБ «Факел» входит в состав АО «Концерн ВКО «Алмаз-Антей». Занимается разработкой ЗУР нового поколения, которые будут вести эффективную борьбу со всеми существующими и перспективными видами средств воздушного космического нападения (СВКН). МКБ «Факел» реализует концепцию модельно-ориентированного проектирования (МОП), предусматривающую создание подробной имитационной модели проектируемой системы, единой для всех подразделений предприятия и соисполнителей.
Также в МКБ «Факел» разработана методология продления назначенных ресурсов, которая позволяет наиболее полно использовать ресурс ЗУР с целью экономии материальных и финансовых средств.
Проводится масштабная модернизация лабораторно-производственной базы предприятия. Создаются новые рабочие места для испытаний.
Разработки ЗУР нового поколения включают в себя ряд технологий:
- рациональное сочетание различных способов и алгоритмов наведения, позволяющих достичь повышенной точности наведения на цель,
- применение комбинированных способов создания управляющих сил и моментов, которые сочетают в себе аэродинамические и газодинамические способы,
- создание информационно обеспеченного управляемого боевого снаряжения, ориентированного на «останавливающее» поражение целей (разрушение конструкции) — при перехвате пилотируемых целей, и на нейтрализацию боевой нагрузки — при перехвате беспилотных целей, в том числе баллистических ракет и средств высокоточного оружия.

Опытное производство МКБ «Факел» изготавливает практически все конструкционные агрегаты ракеты и различные виды гражданской продукции.
Испытательный центр «Факела» позволяет проводить 19 видов различных испытаний по определению и подтверждению технических характеристик ЗУР и располагает комплексом современной регистрирующей и измерительной аппаратуры. Работа производится в автоматическом режиме и регистрирует все необходимые параметры испытываемых объектов, проводит компьютерный анализ получаемых результатов и представляет их специалистам-исследователям в требуемой форме.

## Продукция
Всего за время существования предприятия для ВВС, Сухопутных войск и ВМФ было создано 23 типа ракетного оружия и проведено свыше 30 их модернизаций. В их число входят ракеты для широко известных зенитных ракетных систем:
- зенитные ракетные комплексы наземного базирования
  - С-125
  - С-200
- подвижные зенитные ракетные комплексы
  - С-75
  - С-300 «Фаворит»
  - С-400 «Триумф»
  - «Оса»
  - «Тор»
- зенитные ракетные комплексы морского базирования
  - М-1 «Волна»
  - М-2 «Волхов-М»
  - М-11 «Шторм»
  - С-300Ф «Форт»/«Риф»
  - «Кинжал»/«Клинок»
- комплексы стратегической противоракетной обороны
  - «А»
  - А-35
  - А-135

Выпускает зенитные ракеты для комплексов С-75, С-125, С-200, С-300П войск ПВО, ракеты для армейских комплексов «Оса», «Тор», ракеты для корабельных комплексов М-1, М-2, М-11, «Кинжал», «Оса-М», С-300;
ЗУР 48Н6Е (для ЗРК С-300ПМУ1),
ЗУР 48Н6У2 (для ЗРК С-300ПМУ2),
ЗУР 9М96 (для ЗРК С-300ПМУ2 и С-400),
ЗУР 9М330 (для ЗРК «Тор»).

## Санкции
28 июня 2022 года из-за вторжения России на Украину, МКБ «Факел» внесено в санкционные списки США
6 октября 2022 года МКБ «Факел» внесено в санкционные списки Евросоюза, как компания, разработавшая комплексы С-300, С-400 и ТОР, которые использовались Вооруженными силами России во время агрессивной войны России против Украины. Таким образом, по данным Евросоюза, МКБ «Факел» несет ответственность за материальную или финансовую поддержку действий, которые подрывают или угрожают территориальной целостности, суверенитету и независимости Украины.
МКБ «Факел» также находится под аналогичными санкциями Швейцарии, Украины, Японии и Новой Зеландии.

## Руководители
С момента основания 20 ноября 1953 года и в течение 38 лет МКБ «Факел» руководил выдающийся инженер, ученый, академик, основатель школы зенитного ракетостроения Петр Дмитриевич Грушин. В дальнейшем предприятие возглавляли Владимир Григорьевич Светлов, Геннадий Викторович Кожин, Сергей Борисович Левочкин, в настоящее время ОАО «МКБ «Факел» возглавляет генеральный директор Виктор Валентинович Доронин.

## Награды
За создании высокоэффективных образцов ракетного оружия МКБ «Факел» отмечен высшими государственными наградами — орденом Ленина (1958 год) и орденом Октябрьской Революции (1981 год).
В МКБ «Факел» награждены государственными наградами СССР: орденами — 321 человек, медалями — 193 человека; Российской Федерации: орденами — 30 человек, медалями — 52 человека, присвоено Почетных званий — 117 человек.
Звание лауреата Ленинской премии имеют 11 человек, лауреата Государственной премии — 13 человек.
Фрезеровщику М. А. Башилову (1923—2009) было присвоено звание Героя Социалистического Труда.
Генеральному конструктору П. Д. Грушину было присвоено звание Героя Социалистического Труда дважды.